# Mavrilimumab
Il mavriliumumab (o CAM-3001) è un anticorpo monoclonale che agisce da inibitore nei confronti del GM-CSF-R, ossia il recettore del fattore stimolante le colonie di granulociti e macrofagi. Scoperto dall'azienda Cambridge Antibody Technology e successivamente sviluppato in laboratorio dalla Medimmune Inc., è un farmaco sperimentale di cui si è studiato l'efficacia nel trattamento dell'artrite reumatoide.
Uno studio clinico giunto in fase IIA ha mostrato che, con dosi di mavrilimumab fino a 100 milligrammi, la diminuzione in gravità della sintomatologia artritica dopo 12 settimane di trattamento si aggira attorno al 55%, una percentuale significativamente maggiore di quella dei pazienti trattati con il placebo.
Nel 2020 è stato studiato se il mavrilimumab avesse un effetto terapeutico nei confronti delle reazioni iperinfiammatorie sistemiche nei casi di COVID-19, in particolare per quanto riguarda i casi di sindrome da rilascio di citochine. Uno studio clinico, basato peraltro su un campione esiguo, ha mostrato alcuni benefici ascrivibili all'assunzione dell'anticorpo riguardanti la sintomatologia iperinfiammatoria nei pazienti con COVID-19.
Nel 2021 si è ipotizzata l'efficacia del mavrilimumab nel trattamento dell'arterite temporale, oltre ad essere confermati gli effetti positivi nella terapia dell'artrite reumatoide e di varie complicanze del COVID-19.